# Кунграты (узбеки)
Кунграты — тюрко-монгольское племя, упоминаемое как узбекское начиная с XIV века. В 1763—1920 годы узбекская династия кунгратов правила в Хорезме. 

## История
Согласно Г. Е. Грумм-Гржимайло, кунграты в составе узбеков имеют монгольское происхождение. Однако, после тщательного изучения кунгратов-узбеков советские исследователи пришли к выводу о том, что в начале XVI в. они были давно тюркизированы по языку, культуре и этническому признаку.
Согласно источникам, первые группы кунгратов в конце XIII — начале XIV века стали переходить к оседлости в Среднеазиатском междуречье — на территории Хорезма, где во второй половине XIV века основали правящую династию, то есть часть кунгратов до XV века жила на территории Мавераннахра.
Оставшаяся в Дашти Кипчаке часть кунгратов входила в состав «узбекского улуса» в 30-60-х годах XV века.
В начале XVI века в среднеазиатское междуречье переселяется новая группа кунгратов, которая расселилась почти по всей территории Мавераннахра, а также в северном Афганистане. Скорее всего, в последующие столетия произошло смешение ранних и поздних групп кунгратов, а также пополнение их состава рядом местных родовых групп.
По мнению И. П. Магидовича, предками большей части хорезмских узбеков были кунграты, жившие в Хорезме до расселения там основной массы дешт-и-кипчакских узбеков. Союз казахских кунгратов был создан не раньше XV века. В нашествии же Шейбанидов на Мавераннахр участвовали не казахские кунграты, а союз хорезмских кунгратов. Существуют и другие предположения о том, как кунграты поселились на территории Узбекистана.
Т. А. Жданко в своих научных трудах (1950, 1974) показал этногенетическое сходство обычаев кунгратов Хорезма, Каракалпакстана и низовий Сырдарьи. О том, что между каракалпакскими, хорезмскими, сурхандарьинскими и кашкадарьинскими кунгратами существует генетическая связь, свидетельствует идентичность родов в их составе. Некоторые кунграты Шерабада (Сурхандарьинская область) считают, что их предки переселились из Хорезма, что дополняет вышесказанное.
История узбеков-кунгратов низовьев Амударьи изучалась этнографом К.Л.Задыхиной.

## Родовой состав
Узбеки-кунграты отличаются от казахских и каракалпакских кунгратов тем, что женятся на своих близких и дальних родственницах, соответственно отличаются браки, право наследования.
Отмечается также сходство в генеалогии узбеков-кунгратов Хорезма и Восточной Бухары. Т. А. Жданко в своих исследованиях указал также на то, что генеалогия каракалпакских и хорезмских кунгратов одинакова.
У кунгратов Восточной Бухары, их хорезмских соплеменников и всех каракалпакских родов точно совпадают восемь этнонимов: ачамайли, болгали, богажели, конжигали, каракурсак, коштамгали, тортувли и тугиз (тогиз). Так же одинаковы пять этнонимов бухарских кунгратов и узбеков-кунгратов Хорезма: барак, бобай, жилантамгали, карабура, ногай. С каракалпаками совпадают этнонимы айинни, акпичак, баймокли, козоёкли, казак, кайчили, канчи, карабуйин, карга, кулдовли, копиш, куйин, курама, таракли, урус, хандакли, чумичли, иргакли и др. Таким образом, у кунгратов Восточной Бухары 13 этнонимов совпадают с хорезмскими кунгратами и 12 — с каракалпакскими. Узбеки-кунграты отличаются от казахских и каракалпакских кунгратов тем, что женятся на своих близких и дальних родственницах, соответственно отличаются браки, право наследования.
Ряд важных сведений об узбеках-кунгратах содержится во многих исследовательских трудах. Согласно сказаниям самих кунгратов, аксакалом их племени был Кунгират-ата или Кунгир-бий, у которого от первой жены было четыре сына: Вактамгали, Куштамгали, Конжигали и Айнни (Айнли). Сыновья считаются основателями родов кунгратов. У Кунгират-ата был ещё пятый сын Тортувли, которого подарили его младшей жене. Таким образом, кунграты делятся на пять родов, каждый из которых делится на несколько мелких родов: 18 — у Воктамгали, 16 — у Куштамгали, 14 — у Конжигали, 12 — у Айнни и 6 — у Тортувли. Итого 66 родов, которые также делятся на ещё более мелкие родственно-семейные группы.
По сведениям 1924 года, в Бухарском уезде было зарегистрировано 3000 узбеков-кунгратов, в Гиждуванском уезде — 10 875, в уезде Кармана — 1370, в Гузаре — 20 615, Шахрисабзе — 325, Шерабаде — 23 164, Байсуне — 9 890. Согласно этим данным, на территории Бухарского ханства 14,5 % узбекского населения составляли кунграты. В районе низовья Амударьи было зарегистрировано 17 тыс. кунгратов.

## Диалекты
По мнению В. В. Решетова, диалект узбекских кунгратов принадлежит к кипчакским говорам из-за применения «ж». Хотя в настоящее время кунграты на территории Восточного Узбекистана сохранили своё этническое название, деление на мелкие рода не используется.

## Физическая антропология
По антропологическим данным, у определённых групп кунгратов монголоидный элемент проявлялся в меньшей степени, чем у некоторых тюркоязычных групп, живших в Среднеазиатском междуречье с раннесредневековой эпохи, что является дополнительным доказательством значительного вклада местного компонента в состав кунгратов Мавераннахра.

## Эпос «Алпамыш»
Известно, что в эпосе кунгратов «Алпамыш» отражены сюжеты о кунгратском народе и их байсун-кунгратской родине. Существуют каракалпакская, казахская, и десятки узбекских версий этого эпоса. Описанные события происходят в основном в Байсун-Кунгратском крае. Известным героем кунгратского эпоса являлся Алпамыш.
Сравнительные исследования узбекских, каракалпакских, казахских, таджикских, алтайских, татарских и башкирских версий эпоса, показали определённую близость «Алпамыша» в его кунгратской редакции и гомеровской «Одиссеи». По мнению известного специалиста в этой области — В. М. Жирмунского, "Алпамыш и «Одиссея» восходят, по-видимому, к общему, «восточному» (героическому) варианту древнего сказочного сюжета. Свидетельство «Одиссеи» позволяет отнести существование этой версии сказания (сюжет «возвращения мужа») к VII веку до нашей эры.
Некоторые исследователи полагают, что основная часть эпоса «Алпамыш» сложилась в X—XI веков в низовьях Сырдарьи и Приаралье. Хотя по данным письменных источников, в этот период кунграты жили в Монголии, вышеуказанные сведения свидетельствуют о том, что определённая часть предков кунгратов, вошедших в состав казахского, узбекского, каракалпакского народов проживала в Приаралье, задолго до монгольского нашествия. Вероятно, что завершение формирования этого эпоса происходило в узбекском улусе в XIV — первой половине XV века.
Узбекские варианты эпоса «Алпамыш» отличаются от каракалпакских и казахских тем, что в них отображены эндогамные брачные традиции узбеков, то есть главный герой Алпамыш женится на своей двоюродной сестре, дочери своего дяди. 

### Династия Кунгратов (1763—1920) в Хорезме

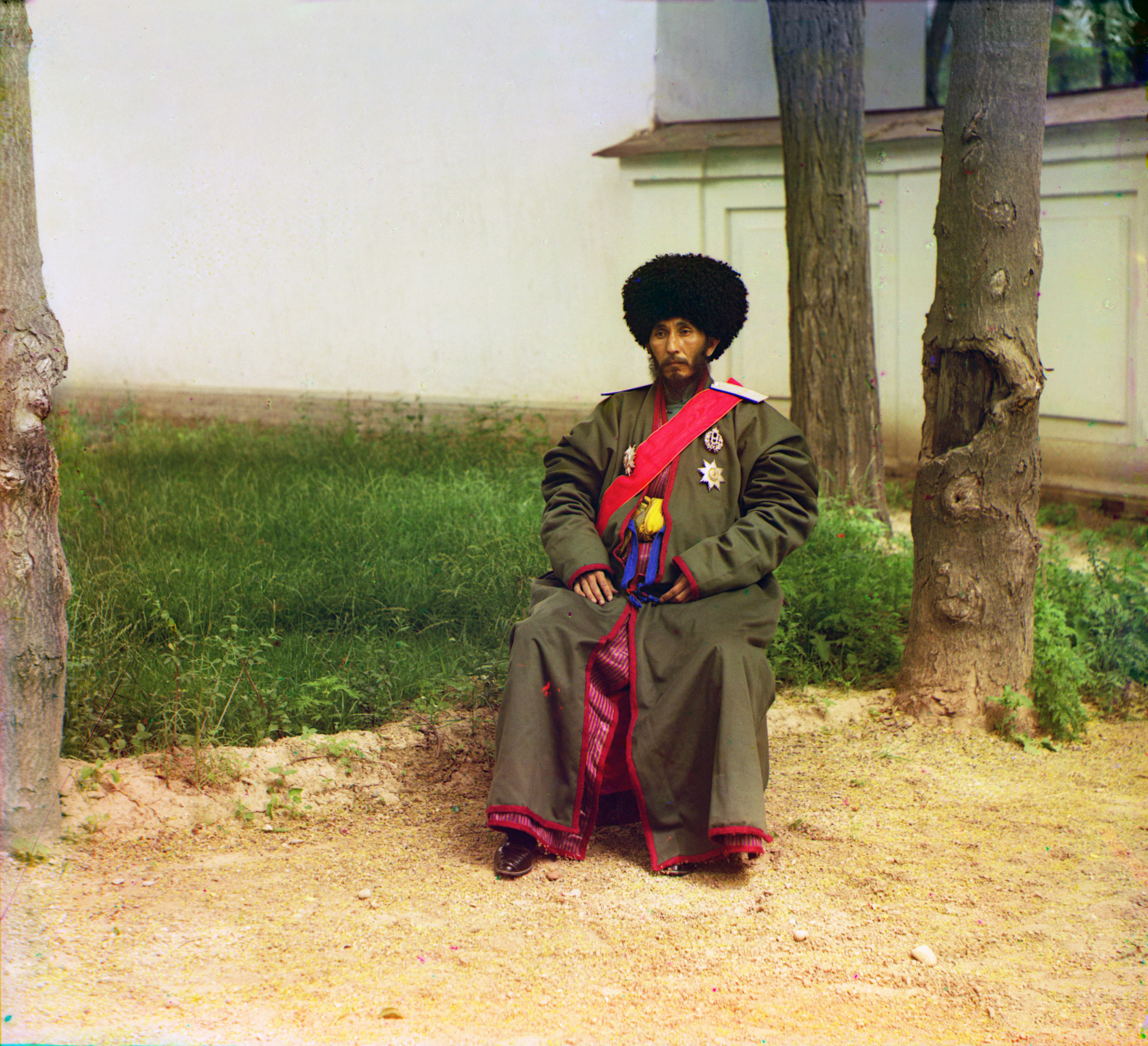
Асфандияр-хан. Фото С. Прокудина-Горского. (1905—1912)

- Мухаммад Амин-бий, сын Иш Мухаммад Йар-бий, бий узбекского племени Кунграт, инак Хорезма 1763—1790
- Аваз-инак, сын Мухаммад Амин-бия, бий узбекского племени Кунграт, инак Хорезма 1790—1804
- Эльтузар, сын Аваз-инака, бий племени Кунграт, инак Хорезма 1804, хан Хорезма 1804—1806
- Мухаммад Рахим-хан I, сын Аваз-инака, хан Хорезма 1806—1825
- Аллакули, сын Мухаммад Рахим-хан I, хан Хорезма 1825—1842
- Рахимкули, сын Аллакули-хана, хан Хорезма 1842—1845
- Мухаммад Амин-хан, сын Аллакули-хана, хан Хорезма 1845—1855
- Абдулла-хан, сын Ибадулла-бека, хан Хорезма 1855
- Кутлуг Мурад-хан, сын Ибадулла-бека, хан Хорезма 1855—1856
- Саид Мухаммад-хан, сын Мухаммад Рахим-хан I, хан Хорезма 1856—1864
- Мухаммад Рахим-хан II р. 1845, сын Саид Мухаммад-хана, хан Хорезма 1864—1910, в 1873 ханам Хорезма, после установления русского протектората, императором Всероссийским дарован общий титул по происхождению высочество
- Асфандияр-хан р. 1871, сын Мухаммад Рахим-хан II, светлость валиахд 1891—1910, хан Хорезма 1910—1918, Свиты Е. И. В. генерал-майор 1910
- Саид Абдулла-хан 1870—1933, сын Мухаммад Рахим-хан II, хан Хорезма 1918—1920.